# Mansonvila
Mansonvila (en francès Mansonville) és un municipi francès situat al departament de Tarn i Garona i a la regió d'Occitània.

## Demografia
| 1962                                       | 1968 | 1975 | 1982 | 1990 | 1999 | 2007 |
| ------------------------------------------ | ---- | ---- | ---- | ---- | ---- | ---- |
| 330                                        | 358  | 343  | 320  | 287  | 273  | 266  |
| Des de 1962: població sense dobles comptes |      |      |      |      |      |      |

## Administració
| Període   | Identitat         | Partit |
| --------- | ----------------- | ------ |
| 1971-2001 | Pierre Chalupzac  |        |
| 2001-2008 | Patrick Fontanini |        |
| 2008-     | Christian Berthet |        |